# Hollywood (Polo G)
Hollywood è un singolo del rapper statunitense Polo G, pubblicato il 14 ottobre 2018. 

## Tracce
1. Hollywood – 3:06